# گکوی انگشت‌برگی کرمانشاهی
گکوی انگشت‌برگی کرمانشاهی یا آساکوس کرمانشاهِنسیس (نام علمی: asaccus kermanshahensis) (به انگلیسی: kermanshah leaf toed gecko) نوعی مارمولک از تیرۀ گکو است که در  کوه‌های زاگرس در شکاف‌های صخره‌ای و غارهای کوچک زندگی می‌کند. گفته می‌شود گکوی انگشت‌برگی کرمانشاهی تنها گونه از سوسمار در کوه‌های زاگرس به شمار می‌آید.

## کشف
گکوی انگشت‌برگی کرمانشاهی برای نخستین  بار به وسیله نصراله رستگار پویانی استاد زیست‌شناسی و علوم جانوری دانشگاه رازی کرمانشاه در سال ۱۹۹۶ در ناحیۀ میان‌راهان در استان کرمانشاهواقع در ۴۰ کیلومتری شمال شرقی مرکز استان، جمع‌آوری، شناسایی و توصیف گردید. از این گونۀ منحصر به‌فرد تنها یک نمونۀ ماده و دو نمونۀ نر به دست آمده‌است.

## مشاهدۀ نمونه‌ها
در ۱۷ خرداد ۱۳۸۵ مدیر کل محیط زیست استان کرمانشاه از مشاهدۀ ۶ نمونه از این سوسمار در ارتفاعات میان‌راهان و کندوله خبر داد.